# Семь мировых ошибок

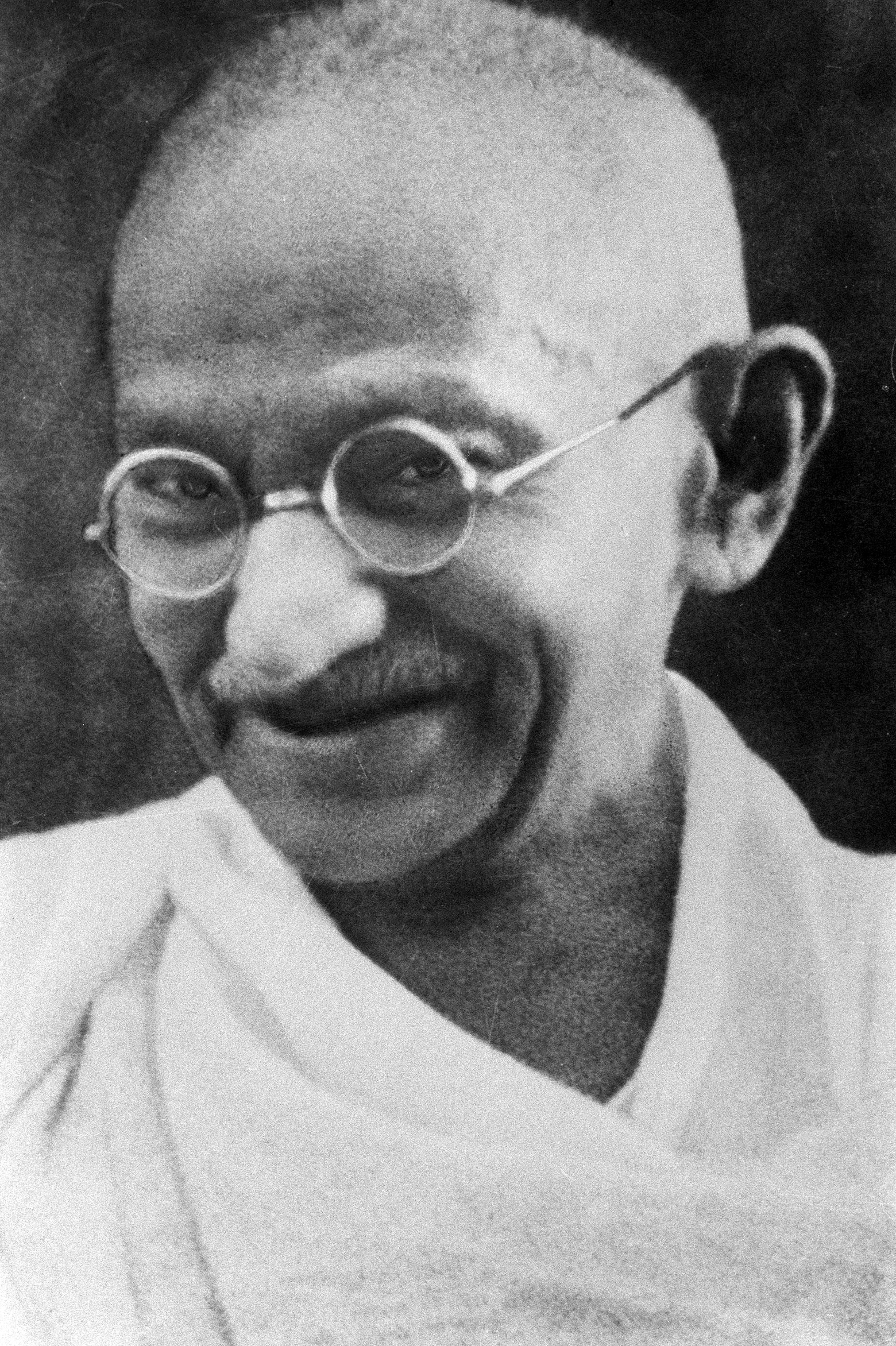
Мохандас Карамчанд Ганди

«Семь мировых ошибок» (гудж. વિશ્વની સાત મોટી ભૂલો, англ. Seven Blunders of the World по созвучию с Seven Wonders of the World — Семь чудес света) — список, переданный индийским духовным лидером Мохандасом Карамчандом («Махатмой») Ганди своему внуку Аруну Ганди незадолго до своей гибели от рук индийского националиста:

| 1. શ્રમ વિનાની સંપત્તિ 2. આત્મચેતના વિનાનો આનંદ 3. ચારિત્ર્ય વિનાનું જ્ઞાન 4. નૈતિક્તા વિનાનો વ્યાપાર 5. માનવતા વિનાનું વિજ્ઞાન 6. બલિદાન વિનાની પ્રાર્થના 7. સિદ્ધાંત વિનાનું રાજકારણ | 1. Богатство без труда 2. Удовольствие без совести 3. Знание без характера 4. Коммерция без морали 5. Наука без гуманности 6. Поклонение без жертвенности 7. Политика без принципов |
По мнению Ганди, перечисленные ошибки («акты пассивной жестокости») — главные причины возникновения насилия в современном мире.
Арун Ганди дополнил канонический список восьмой ошибкой: «права без обязанностей» (гудж. જવાબદારીઓ વિનાના હક્કો).